# Движение за равноправен обществен модел
Движението за равноправен обществен модел (ДРОМ) е политическа партия в България, защитаваща правата и интересите на циганите в страната. Неин председател е Илия Илиев. Седалището на ДРОМ се намира на адрес: гр. София, ул. „Уилям Гладстон“ 69, ет. 2.

## История
Партията е учредена на 15 декември 2002 г. Регистрацията е обнародвана в „Държавен вестник“ на 14 март 2003 година.

## Участия в избори

### Парламентарни избори

#### 2017 г.
ЦИК регистрира партия ДРОМ за участие в парламентарните избори на 26 март 2017 г. След изтеглен жребий номерът на избирателната бюлетина е 1.
При 54,07 % избирателна активност и 100 % обработени протоколи партията получава 0,15 % подкрепа (или 4989 гласа).

#### Резултати
| Година | Избори                | Гласове | %    | Места   |
| 2017   | XLIV народно събрание | 4989    | 0.15 | 0 / 240 |

### Местни избори

#### 2005 г.
През 2005 г., по време на частичните местни избори, партията, която е част от коалиция ОДС, застава зад кандидатурата на независимия кандидат за кмет на София – Бойко Борисов.

#### 2007 г.
На местните избори през 2007 г. партията участва със свои кандидати в 71 общини. Печели общо 9686 гласа и успява да вкара шестима общински съветници.